# Jan Baptist van Tassis (1470-1541)

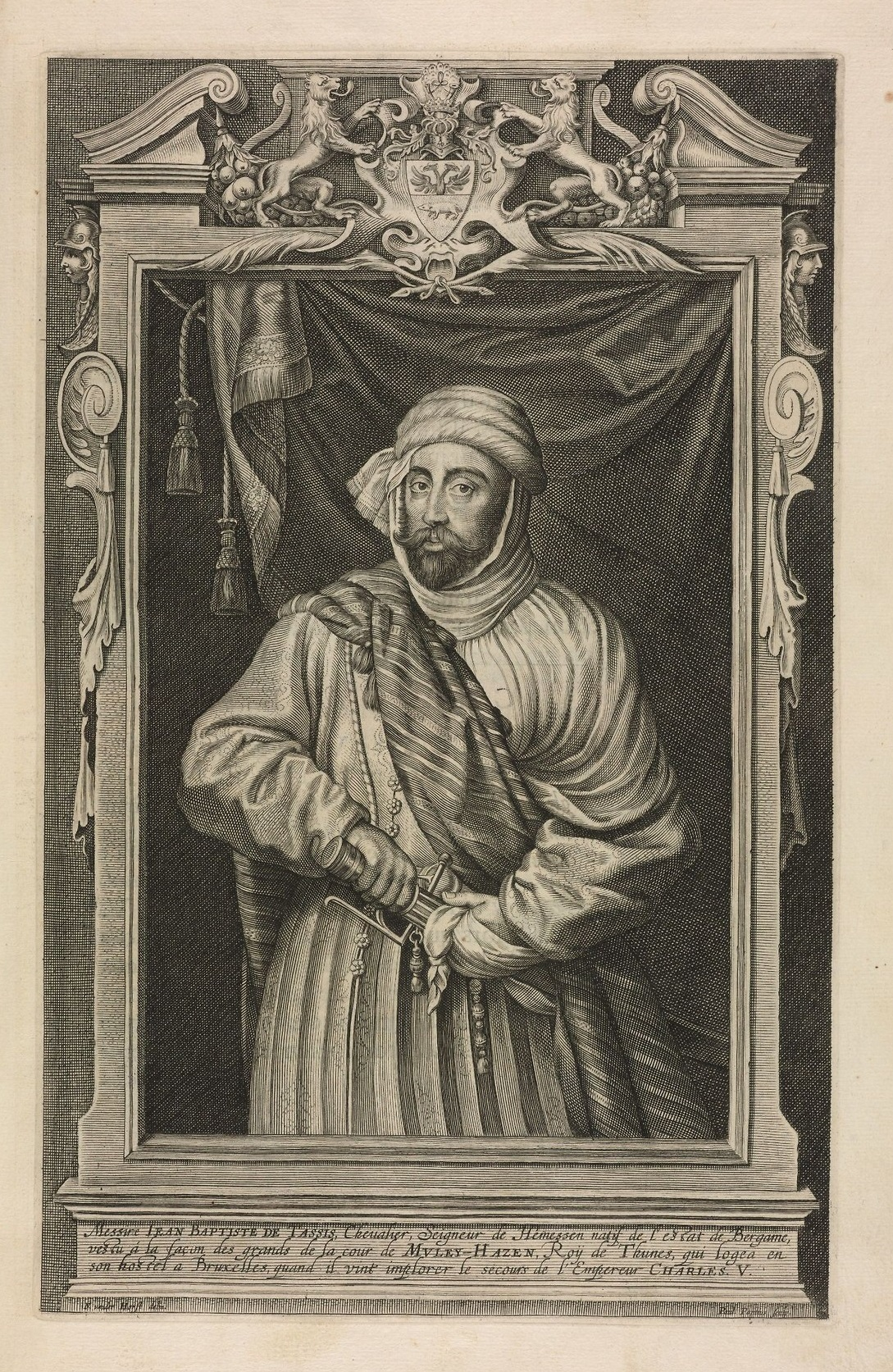
Portret van Jan Baptist van Tassis in tulband (gravure door Paulus Pontius, 1645). Hij poseert met het hafsidische zwaard, gekregen van Muley Hassan, die logeerde in het Hof van Tassis.

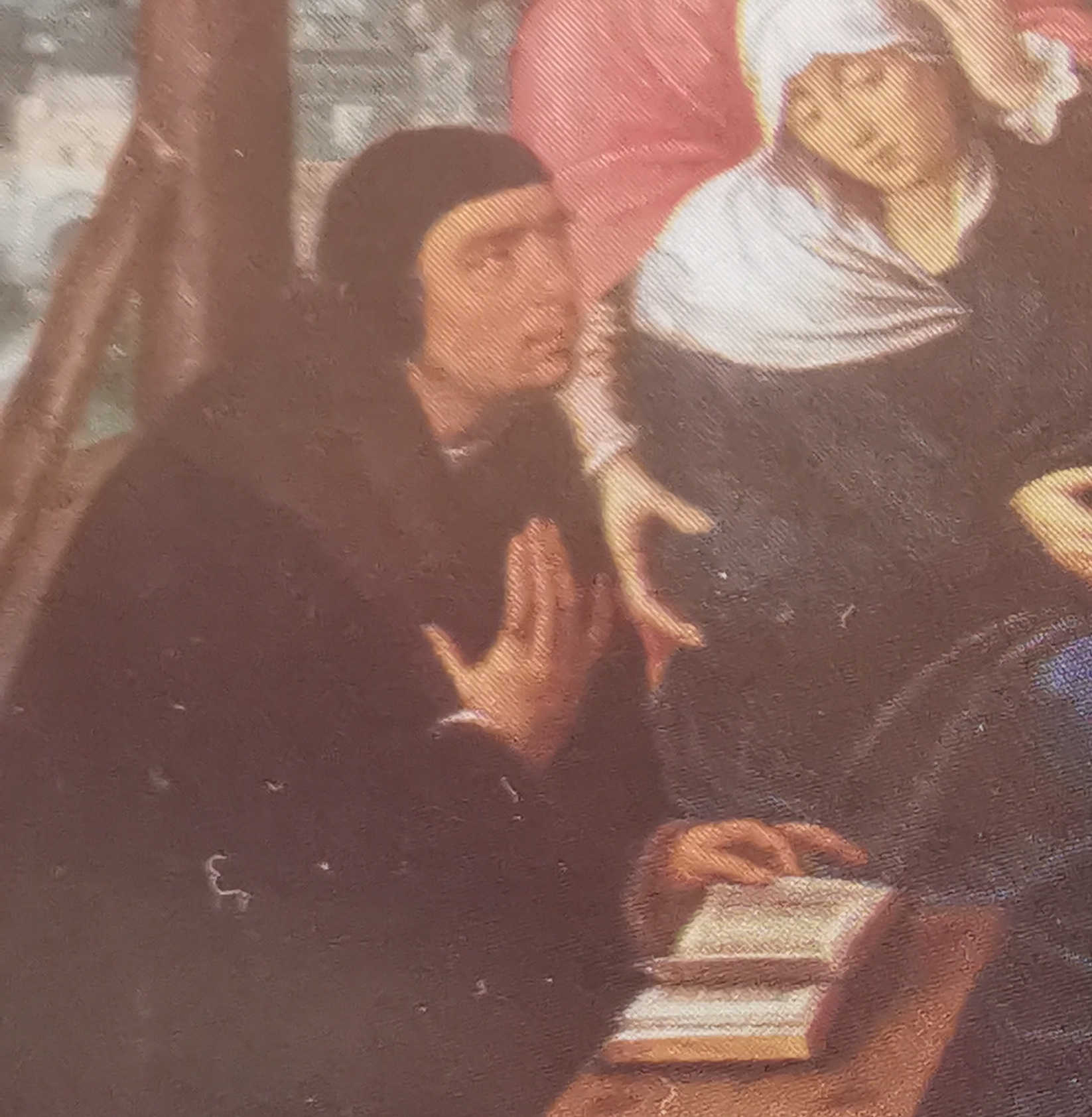
Portret (detail uit het Tassis-drieluik)

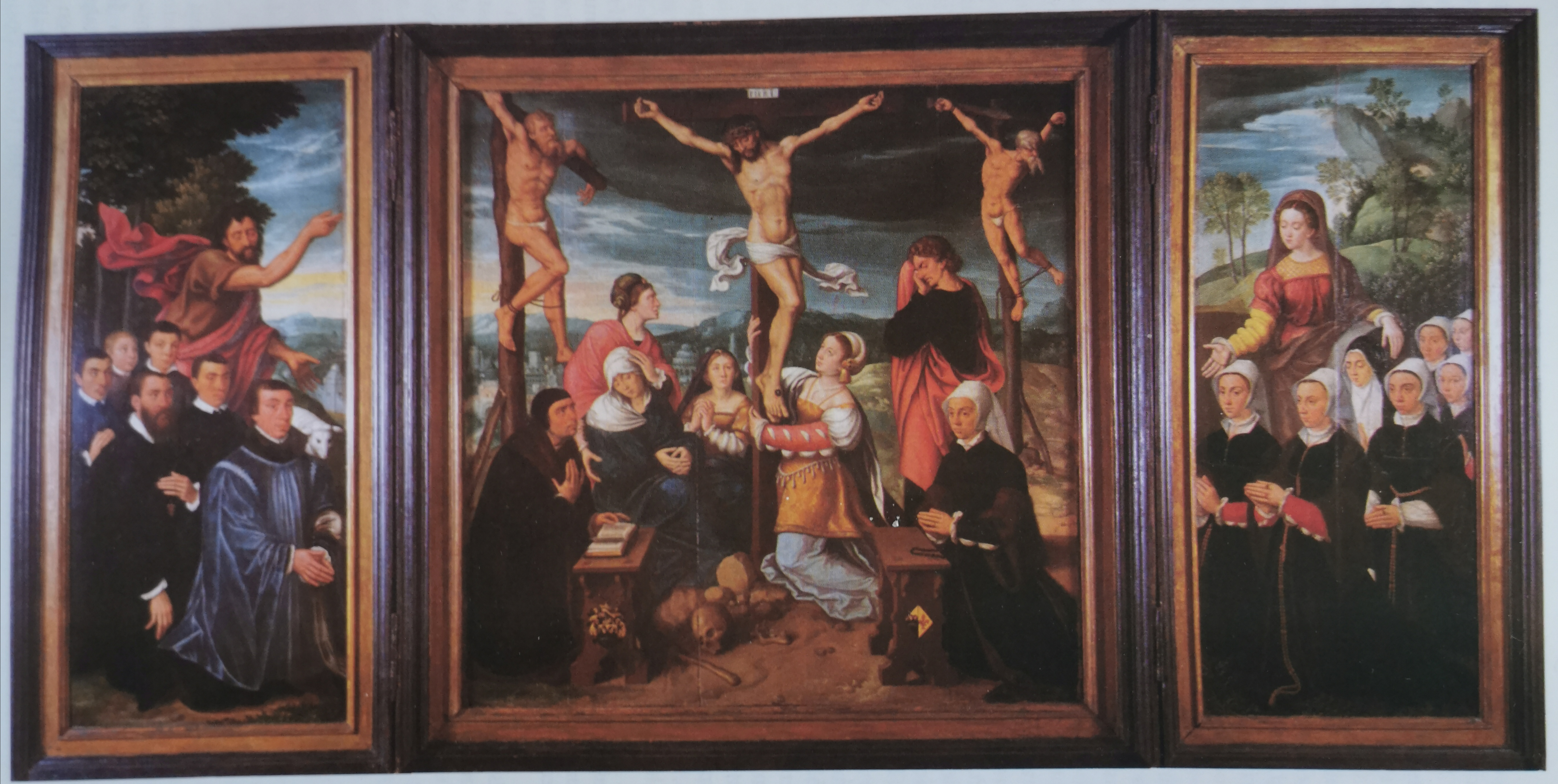
Het volledige drieluik met de opdrachtgevers Jan Baptist van Tassis en zijn echtgenote. Hun kinderen en patroonheiligen zijn afgebeeld op de zijluiken.

Jan Baptist van Tassis of in zijn moedertaal Giovanni Battista de Tassis (Cornello dei Tasso, 1470 – Regensburg, 16 oktober 1541), uit de Italiaanse familie Tasso, was van 1517 tot 1541 postmeester-generaal in het rijk van de Habsburgers. 

## Leven
Met zijn ooms Frans en Janetto van Tassis had hij vanaf 1490 het transnationale postwezen opgezet. Keizer Karel V nam hem in 1512 mee op in de erfelijke adel en benoemde hem tot paltsgraaf, keizerlijk raadsheer en ridder in de Orde van het Gulden Vlies. Ook werd hij lieutenant des fiefs en provoost van het Graafschap La Roche. Als eerste kreeg hij in 1520 de titel postmeester-generaal (chief et maistre general de noz postes par tous noz royaumes, pays et seigneuries). Hij stierf in 1541 in Regensburg, waarheen hij keizer Karel had begeleid voor de Rijksdag. Zijn lichaam werd teruggebracht naar Brussel om te worden begraven in de Zavelkerk.

## Woningen
Na zijn vestiging in de Nederlanden kocht Jan Baptist van Tassis woningen in de Hoogstraat in Antwerpen en de Bleekstraat in Mechelen. In Brussel woonde de familie vanaf 1508 en bouwde ze in 1517 het Hof van Tassis, waar Jan Baptist in 1534-1535 Muley Hassan ontving.

## Familie
Vóór zijn huwelijk had Tassis tijdens enkele jaren in Innsbruck kinderen bij Barbe de Sumerin (Barbara Walcher), die op 20 maart 1538 werden gewettigd:
- Jan Antoon van Tassis (vóór 1510 - 1580), postmeester in Rome, opgenomen in de erfelijke adel
- Antoon van Tassis (1509-1574), postmeester in Antwerpen, opgenomen in de erfelijke adel en stamvader van de Antwerpse familietak
- Augustijn, kanunnik in het Sint-Gummaruskapittel van Lier

Hij trouwde in 1514 met Christina van Wachtendonck uit Mechelen, achterkleindochter van Willem van Gulik-Wachtendonk en vrouwe van Hemiksem. Ze kregen twaalf kinderen:
- Rogier van Tassis (1513-1593), geestelijke en kanselier van de Universiteit van Leuven
- Frans II van Tassis (1514-1543), postmeester-generaal
- Rombaut van Tassis (1515-1579), correyo major in Spanje
- Leonard I van Tassis (1521-1612), postmeester-generaal
- Lodewijk († 1568), getrouwd met Anna Loosmans
- Jan Baptist II van Tassis (1530-1610), diplomaat
- Ursula, non
- Margriet († 1596), getrouwd met Karel van Boisot († 1546), lid van de Grote Raad van Mechelen, de Raad van State en de Geheime Raad en voorzitter van de Raad der Nederlanden
- Maria († 1601), getrouwd met Daniel van den Berghe († 1554), lid van de Raad van Vlaanderen
- Adelheid († 1599), getrouwd met Jacob Masius, broer van Andreas Masius
- Regina, ook Rosina († 1568), getrouwd met hofpostmeester Christof van Tassis
- Allegra, getrouwd met Jan Baptist Zapata, corriero maggiore in Napels